# أغين (نرغسان)
أغین (بالفارسية: اغین) هي قرية تقع في إيران في قسم نرغسان الریفي. يقدر عدد سكانها بـ 315 نسمة .